# José Ignacio Wert
José Ignacio Wert Ortega, né le 18 février 1950 à Madrid, est un universitaire et homme politique espagnol proche du Parti populaire (PP).
Brièvement député de la province de La Corogne au Congrès des députés dans les années 1980, il est ministre de l'Éducation et de la Culture entre 2011 et 2015.

## Biographie

### Formation et début de carrière
Après avoir obtenu sa licence de droit, avec prix extraordinaire, à l'université complutense de Madrid en 1972, il obtient un master de sociologie politique à l'Institut des études politiques.
En 1973, il passe avec succès les concours de la Radio Televisión Española (RTVE). D'abord technicien, il devient ensuite directeur adjoint du cabinet de recherche sur les audiences. À partir de 1974, il partage son temps avec l'enseignement de la théorie de la communication à l'université Complutense.

### Responsable politico-administratif sous l'UCD
Ayant adhéré à l'Union du centre démocratique (UCD) en 1977, il est nommé chef du service des Études de la RTVE l'année suivante. Désigné sous-directeur du cabinet technique du Centre de recherches sociologiques (CIS) en 1979, il est élu au conseil d'administration de la RTVE en 1980, par le Sénat, sur proposition de l'UCD, obtenant 151 voix sur 155 votants. Cette même année, il devient, pour trois ans, professeur de sociologie politique à l'université autonome de Madrid.

### Parcours politique avec le PDP
Il quitte l'UCD en 1982 et adhère au Parti démocrate populaire (PDP), dont il devient membre de la commission exécutive nationale et porte-parole. En 1983, il est élu au conseil municipal de Madrid sur la liste de la Coalition populaire (CP). Lors des élections générales du 22 juin 1986, il est élu député de La Corogne au Congrès des députés. Il démissionne le 30 septembre 1987 et se retire alors de la politique.

### Passage dans le secteur privé
Il commence par fonder la société de sondages Demoscopia, qu'il préside, puis devient, en 1994, président de la Sofres. En 1998, il intègre le conseil d'administration de l'ESOMAR, association mondiale des professionnels des investigations de marché. Il en est ensuite désigné trésorier, puis vice-président. Nommé directeur des relations sociales de la banque Banco Bilbao Vizcaya Argentaria en 2003, il renonce à tous ses autres emplois. Il quitte la banque deux ans plus tard, pour devenir président de Inspire Consultores.

### Ministre de Rajoy
Le 22 décembre 2011, José Ignacio Wert, qui n'appartient pas au Parti populaire (PP), est nommé ministre de l'Éducation, de la Culture et des Sports dans le gouvernement de Mariano Rajoy.
À la fin de 2012, il a déclaré qu'il « hispaniserait les étudiants catalans », en réponse à la conseillère catalane de l'enseignement qui avait déclaré que « seulement à travers le système éducatif l'on pourra catalaniser les étudiants ». Il a également déclaré que « le succès de l'indépendantisme est dû au modèle d'éducation catalan. » Mais l'émoi soulevé par ces déclarations a été éclipsé par le rejet qu'a causé sa nouvelle loi sur l'éducation, qui crée des doutes concernant la survie du modèle d'inmersion tel qu'il est connu à ce jour en Catalogne. Il s'est toutefois déclaré prêt à aller au devant de la loi, sans un consensus avec l'opposition".
Il est en 2013 à l'origine d'une loi rétablissant le caractère obligatoire des cours de religion à l'école.